# Claus Gehrke
Claus Gehrke (* 6. April 1942) ist ein früherer deutscher Biathlet.

## Leben
Im Jahr 1973 wurde er deutscher Meister im Biathlon-Einzel. Sein erfolgreichstes Jahr hatte er 1976, als er nicht nur seinen zweiten deutschen Meistertitel, nun im Sprint, gewann, sondern in Innsbruck auch bei den Olympischen Winterspielen antrat. Er wurde in Österreich einzig in der bundesdeutschen Staffel eingesetzt und verpasste gemeinsam mit Heinrich Mehringer, Gerhard Winkler und Josef Keck als viertplatziertes Team um nur 3,15 Sekunden hinter der Vertretung aus der DDR eine Medaille.
Claus Gehrke lebt in Bad Wiessee.